# Le Gamin au vélo
Pour plus de détails, voir Fiche technique et Distribution.
Le Gamin au vélo est un film belge des frères Dardenne, sorti le 18 mai 2011 en Belgique et en France et sélectionné au Festival de Cannes où il gagne le Grand prix, ex æquo avec Il était une fois en Anatolie de Nuri Bilge Ceylan.

## Synopsis
Cyril, un enfant de presque douze ans, hébergé dans un foyer pour jeunes, tente désespérément de retrouver son père. Le jeune garçon refuse d'admettre que son père a déménagé sans prévenir, l'a de fait abandonné et a vendu le vélo qu'il lui avait acheté. Dans le cadre des recherches de familles d’accueil, il rencontre Samantha, une coiffeuse. Elle va s'attacher à lui et arrive à retrouver et racheter le vélo. Ce vélo noir qui accompagne Cyril tout le long du film représente bien plus qu'un vélo, c'est le lien vers son père. Un contact est finalement établi avec son père, mais ce dernier reste réticent puis finalement trouve le courage d'avouer qu'il ne reprendra pas son fils. Perturbé, Cyril pose des problèmes à Samantha malgré toute la bonne volonté qu'elle développe pour apprivoiser le garçon. Un après-midi, Cyril rencontre un jeune trafiquant de drogue local, Wes, qui arrive facilement à manipuler le garçon puis tente de l'impliquer dans ses méfaits. Les choses tournent mal, Cyril hésitera entre Samantha et Wes puis comprendra où est la bonne voie.

## Fiche technique
- Titre original : Le Gamin au vélo
- Réalisation : Jean-Pierre Dardenne et Luc Dardenne
- Scénario : Jean-Pierre Dardenne et Luc Dardenne
- Décors : Igor Gabriel
- Costumes : Maira Ramedhan Levi
- Image : Alain Marcoen
- Montage : Marie-Hélène Dozo
- Production : Luc et Jean-Pierre Dardenne, Denis Freyd
- Distribution : Diaphana Distribution
- Pays :  Belgique
- Langue : français
- Durée : 87 minutes
- Dates de sortie : 
  -  France : 15 mai 2011 (Festival de Cannes)
  -  Belgique et  France : 18 mai 2011

## Distribution
- Thomas Doret : Cyril
- Cécile de France : Samantha
- Jérémie Renier : Guy Catoul, le père de Cyril
- Fabrizio Rongione : le libraire
- Egon Di Mateo : Wes
- Olivier Gourmet : le tenancier du café
- Baptiste Sornin : Éducateur 1 (Baptiste Sornin)
- Samuel De Ryck : le gardien du centre
- Carl Jadot : l'instituteur
- Claudy Delfosse : l'homme gare de bus
- Jean-Michel Balthazar : le voisin Val Polet
- Frédéric Dussenne : le concierge
- Myriem Akheddiou : l'assistante médicale
- Sandra Raco : l'éducatrice
- Hicham Slaoui : le directeur
- Valentin Jacob : Martin (la brute)

## Idée de départ du film
En 2003, les frères Dardenne sont au Japon afin de promouvoir leur film Le Fils. À l'issue d'un débat, une juge leur parle d'un enfant qui, recueilli dans un foyer, grimpait continuellement sur le toit pour épier l'arrivée de son père qui l'avait abandonné. À dix-huit ans, à peine sorti du foyer, il tomba dans la délinquance.

## Le tournage
Le Gamin au vélo a été tourné en 55 jours dans la région liégeoise, et plus particulièrement à Seraing, d'août à octobre 2010. C'est le premier film des frères Dardenne tourné en été et c’est également la première fois que les frères font appel à une actrice renommée, Cécile de France. Le film a été réalisé sous le titre de production Délivrez-moi !.

## Un conte de fées
Le scénario du film suit une structure narrative et thématique inspirée des contes de fées et des mythes universels. Ainsi, le parcours du garçon ressemble à un récit initiatique où l'enfance est peu à peu quittée pour la maturité du monde adulte. Un mentor (la bonne fée incarnée par la coiffeuse Samantha / Cécile de France) comble une défaillance parentale et aide le protagoniste à trouver son équilibre dans une société dangereuse. Mais la tentation de l'ombre (la méchante sorcière qui trouve un avatar contemporain dans la personne du petit caïd Wes / Egon Di Mateo) n'est jamais loin pour perdre le héros. Fait inhabituel pour un film des Dardenne, la bande son comporte de la musique, « qui pourrait agir comme une caresse apaisante pour Cyril », d'après Luc Dardenne, qui ajoute : « Dans un conte de fées, il doit y avoir un développement, avec des émotions et un nouveau commencement. ».

## Récompenses et nominations

### Récompenses
- 2011 : Grand prix au Festival de Cannes
- 2011 : European Award du meilleur scénario
- 2012 : Meilleur espoir masculin au Magritte du cinéma
- 2012 : Meilleur film en langue étrangère à la 17e cérémonie des San Diego Film Critics Society Awards

### Nominations

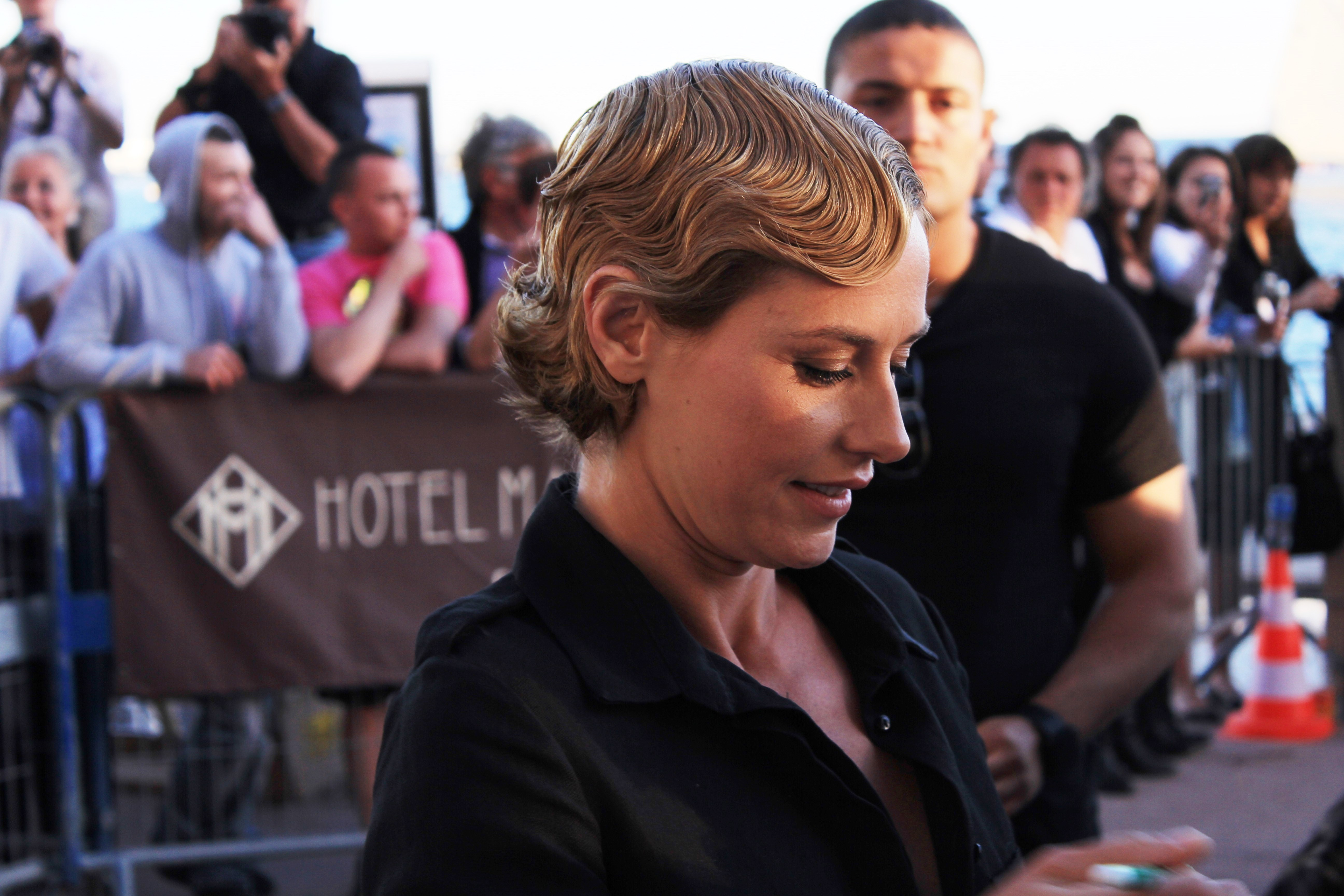
La tête d'affiche Cécile de France, pour la présentation du film au Festival de Cannes 2011.

Festival de Cannes 2011sélection officielle, en compétition
Prix du Cinéma Européen 2011
- Meilleur film européen
- Meilleur réalisateur

Golden Globes 2012
- Meilleur film étranger